# Bangetayu Kulon
Bangetayu Kulon is een bestuurslaag in het regentschap Semarang van de provincie Midden-Java, Indonesië. Bangetayu Kulon telt 12.434 inwoners (volkstelling 2010).